# Godfather of Harlem

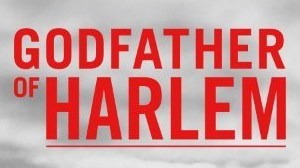
Logo

Godfather of Harlem ist eine US-amerikanische Fernsehserie des Pay-TV-Senders Epix über den afro-amerikanischen Gangster Ellsworth Raymond „Bumpy“ Johnson aus Harlem, New York City während der 1960er Jahre. Die Handlungsstränge der Serie sind aus dramaturgischen Gründen großteils fiktiv, wobei regelmäßig historische Fakten aufgegriffen werden.

## Handlung

### Staffel 1
Der Gangster-Boss Ellsworth Raymond „Bumpy“ Johnson kehrt im Jahr 1963, nach zehn Jahren Haft im Hochsicherheitsgefängnis Alcatraz, auf die Straßen Harlems zurück – in jenes Viertel, in dem er bereits vor seiner Inhaftierung ein gefürchteter und zugleich respektierter Gangster war, welches seither im Heroinsumpf versinkt und nur noch ein Schatten seiner selbst ist.
Bereits am Tag seiner Entlassung erhält Bumpy seitens der örtlichen „Genovese-Familie“ von der italienisch-amerikanischen Mafia eine Botschaft in Form von Gewalt, die ihm verdeutlichen soll, dass sich an der gegenwärtigen Aufteilung der Reviere nichts ändern wird. Bumpy, der im Gegenzug von Vincent „Chin“ Gigante – stellvertretender Boss der Genovese-Familie – einen Anteil derer Gewinne für sich verlangt und dieser ihm aber von Chin verweigert wird, macht deutlich, dass er für einen Krieg mit ihm bereit ist. Während Chin bei der „Kommission“ – das Führungsgremium der Mafia - die Erlaubnis für die Ermordung von Bumpy zu erhalten versucht, wird dieser durch den ehemaligen Genovese-Boss Frank Costello geschützt, dessen Rat bei den anderen Bossen noch immer Gehör findet.
Eines Tages trifft Bumpy auf Malcolm X, ein alter Freund und einstig verbündeter Gangster, der heute der einflussreiche Wortführer der „Nation of Islam“ ist und Bumpy auf einen besseren Weg zu führen versucht. Wechselseitige Fehden und Attentate mit ständig wechselnden Koalitionen zwischen Verrat und Korruption stehen fortan an der Tagesordnung, während das Streben nach Reichtum, Anerkennung und Rache nicht nur örtliche Gangster, sondern auch deren Familien in Mitleidenschaft zieht.

### Staffel 2
Während sowohl Bumpy als auch sein Umfeld, einschließlich seiner Tochter Elise, seiner Frau Mayme und seines Freundes Malcolm X sich auf verschiedenen Wegen gegen Benachteiligung von Menschen dunkler Hautfarbe starkmachen, gelingt es ihm, Heroin durch den Drogenschmuggler Jean Jehan von der korsischen „French Connection“ zu erwerben und sich mit afroamerikanischen Gangsterbossen anderer Städte zu verbünden um einen landesweiten Vertrieb von Heroin zu organisieren. Dieses profitable Geschäft zwingt den Konkurrenten Chin Gigante dazu, mit Bumpy eine gleichberechtigte Partnerschaft einzugehen und Geld anzuhäufen auf das auch weitere Bosse der „fünf Familien von New York City“ ein Auge geworfen haben.

### Staffel 3
„Joe“ Colombo, der durch die Unterstützung des gegenwärtig inhaftierten Gigante zum neuen Oberhaupt der Profaci-Familie aufstieg, verdrängt in dessen Interesse Bumpy aus dem Heroin-Geschäft in Harlem. Da Bumpy aufgrund der massenhaft süchtigen Afroamerikaner ohnehin moralische Bedenken bezüglich des Heroinhandels hegt, legt er fortan den Fokus auf den Vertrieb von Kokain, welches er mithilfe seines neuen kubanischen Geschäftspartners José Miguel Battle Sr. aus Spanish Harlem von der CIA zu beziehen versucht. Diese Verbindung steht jedoch auf wackeligen Füßen, da die Agency Bumpys Freund Malcolm X aufgrund seiner politischen Ambitionen auszulöschen versucht.
Unterdessen wird die Beziehung zu seiner Frau Mayme auf eine neue Probe gestellt, da ihre geschäftlichen Interessen durch Bumpys Aktivitäten in Mitleidenschaft gezogen werden. Gigantes Tochter Stella wiederum sorgt intrigant in drei der fünf New Yorker Mafiafamilien nach einem gescheiterten Anschlag auf ihr eigenes Leben aus eigennützigem Interesse für erhebliche Spannungen die in wechselseitigen Koalitionen und in Gewalt münden.

## Episodenliste

### Staffel 1
| Nr. (ges.) | Nr. (St.) | Deutscher Titel                  | Originaltitel               | Erstveröffentlichung USA | Deutschsprachige Erstveröffentlichung (D/A/CH) | Regie               | Drehbuch                       |
| ---------- | --------- | -------------------------------- | --------------------------- | ------------------------ | ---------------------------------------------- | ------------------- | ------------------------------ |
| 1          | 1         | Mit allen erforderlichen Mitteln | By Whatever Means Necessary | 29. Sep. 2019            | 14. Nov. 2019                                  | John Ridley         | Chris Brancato & Paul Eckstein |
| 2          | 2         | Alte Hunde, neue Tricks          | The Nitty Gritty            | 6. Okt. 2019             | 14. Nov. 2019                                  | Joe Chappelle       | Chris Brancato                 |
| 3          | 3         | Unser Tag wird kommen            | Our Day Will Come           | 13. Okt. 2019            | 14. Nov. 2019                                  | Joe Chappelle       | Paul Eckstein                  |
| 4          | 4         | Ich bin der größte               | I Am The Greatest           | 20. Okt. 2019            | 21. Nov. 2019                                  | Guillermo Navarro   | Chris Brancato                 |
| 5          | 5         | Das gehört zum Spiel             | It’s All In The Game        | 27. Okt. 2019            | 28. Nov. 2019                                  | Guillermo Navarro   | Lawrence Andries               |
| 6          | 6         | Die Anhörung                     | Il Canto De Malavita        | 3. Nov. 2019             | 5. Dez. 2019                                   | Tanya Hamilton      | Chris Brancato                 |
| 7          | 7         | Meister des Krieges              | Masters Of War              | 10. Nov. 2019            | 12. Dez. 2019                                  | Tanya Hamilton      | Zach Calig                     |
| 8          | 8         | Überwindung                      | How I Got Over              | 17. Nov. 2019            | 19. Dez. 2019                                  | Ernest R. Dickerson | Resheida Brady & Moise Verneau |
| 9          | 9         | Mietstreik-Blues                 | Rent Strike Blues           | 24. Nov. 2019            | 26. Dez. 2019                                  | Ernest R. Dickerson | Chris Brancato & Michael Panes |
| 10         | 10        | Wer den Wind sät …               | Chickens Come Home to Roost | 1. Dez. 2019             | 2. Jan. 2020                                   | Joe Chappelle       | Chris Brancato                 |

### Staffel 2
| Nr. (ges.) | Nr. (St.) | Deutscher Titel                      | Originaltitel                | Erstveröffentlichung USA | Deutschsprachige Erstveröffentlichung (D/A/CH) | Regie             | Drehbuch                                         |
| ---------- | --------- | ------------------------------------ | ---------------------------- | ------------------------ | ---------------------------------------------- | ----------------- | ------------------------------------------------ |
| 11         | 1         | The French Connection                | French Connection            | 18. Apr. 2021            | 20. Mai 2021                                   | Joe Chappelle     | Chris Brancato                                   |
| 12         | 2         | Sting Like A Bee                     | Sting Like A Bee             | 25. Apr. 2021            | 20. Mai 2021                                   | Guillermo Navarro | Chris Brancato & Michael Panes                   |
| 13         | 3         | Der kleine Obststand-Aufruhr         | The Fruit Stand Riot         | 2. Mai 2021              | 27. Mai 2021                                   | Guillermo Navarro | Chris Brancato & Michael Panes                   |
| 14         | 4         | Der Geechee Club                     | The Geechee                  | 9. Mai 2021              | 3. Juni 2021                                   | Joe Chappelle     | Heather Mitchell, Chris Brancato & Michael Panes |
| 15         | 5         | Die Welt ist eben doch klein         | It’s a Small World After All | 16. Mai 2021             | 10. Juni 2021                                  | Guillermo Navarro | Matthew Newman                                   |
| 16         | 6         | Der Wahlzettel oder die Kugel        | The Ballot or the Bullet     | 23. Mai 2021             | 17. Juni 2021                                  | Marisol Adler     | Chris Brancato & Michael Panes                   |
| 17         | 7         | Mann des Jahres                      | Man Of The Year              | 8. Aug. 2021             | 9. Dez. 2021                                   | Guillermo Navarro | Heather Mitchell, Chris Brancato & Michael Panes |
| 18         | 8         | Zehn Harlem                          | Ten Harlems                  | 15. Aug. 2021            | 9. Dez. 2021                                   | Joe Chappelle     | Resheida Brady & Zach Calig                      |
| 19         | 9         | Bonanno Split                        | Bonanno Split                | 22. Aug. 2021            | 9. Dez. 2021                                   | Carl Seaton       | Chris Brancato & Moise Verneau                   |
| 20         | 10        | Der Hass, den der Hass hervorbrachte | The Hate That Hate Produced  | 29. Aug. 2021            | 9. Dez. 2021                                   | Joe Chappelle     | Chris Brancato & Michael Panes                   |

### Staffel 3
| Nr. (ges.) | Nr. (St.) | Deutscher Titel                | Originaltitel              | Erstveröffentlichung USA | Deutschsprachige Erstveröffentlichung (D/A/CH) | Regie                   | Drehbuch                       |
| ---------- | --------- | ------------------------------ | -------------------------- | ------------------------ | ---------------------------------------------- | ----------------------- | ------------------------------ |
| 21         | 1         | Der Schwarze im weißen Amerika | The Negro in White America | 15. Jan. 2023            | 11. Mai 2023                                   | Joe Chappelle           | Chris Brancato & Michael Panes |
| 22         | 2         | Alzado                         | Alzado                     | 22. Jan. 2023            | 11. Mai 2023                                   | Louis Patrick Emmanuels | Chris Brancato & Michael Panes |
| 23         | 3         | Mekka                          | Mecca                      | 29. Jan. 2023            | 11. Mai 2023                                   | Carl Seaton             | Chris Brancato & Paul Eckstein |
| 24         | 4         | Captain Fields                 | Captain Fields             | 5. Feb. 2023             | 11. Mai 2023                                   | Guillermo Navarro       | Moises Verneau & Dean Imperial |
| 25         | 5         | Engel des Todes                | Angel of Death             | 19. Feb. 2023            | 11. Mai 2023                                   | Lily Mariye             | Chris Brancato & Michael Panes |
| 26         | 6         | Spione                         | Spooks                     | 26. Feb. 2023            | 11. Mai 2023                                   | Guillermo Navarro       | Dean Imperial & Angelica Cheri |
| 27         | 7         | Alle Wege führen zu Malcolm    | All Roads Lead to Malcolm  | 5. März 2023             | 11. Mai 2023                                   | Joe Chappelle           | Chris Brancato & Michael Panes |
| 28         | 8         | Heimat oder Tod                | Homeland or Death          | 12. März 2023            | 11. Mai 2023                                   | Guillermo Navarro       | Michael Panes & Dean Imperial  |
| 29         | 9         | Wir sind alle Könige           | We Are All Kings           | 19. März 2023            | 11. Mai 2023                                   | Rob Greenlea            | Chris Brancato & Michael Panes |
| 30         | 10        | Der Schwarze Prinz             | Our Black Shining Prince   | 26. März 2023            | 11. Mai 2023                                   | Joe Chappelle           | Chris Brancato & Michael Panes |

### Staffel 4
| 31 | 1  | New Harlem                     | New Harlem          | 13. Apr. 2025 | 1. Aug. 2025 |
| 32 | 2  | Der Junge vom Lande            | Country Boy         | 20. Apr. 2025 | 1. Aug. 2025 |
| 33 | 3  | Der Strohmann                  | The Straw Man       | 27. Apr. 2025 | 1. Aug. 2025 |
| 34 | 4  | Nur Ärger mit der Gewerkschaft | Union Blues         | 4. Mai 2025   | 1. Aug. 2025 |
| 35 | 5  | Betondschungel                 | Concrete Jungle     | 11. Mai 2025  | 1. Aug. 2025 |
| 36 | 6  | Der Besuch                     | The Visit           | 18. Mai 2025  | 1. Aug. 2025 |
| 37 | 7  | Bauernopfer                    | The Pawn Goes First | 25. Mai 2025  | 1. Aug. 2025 |
| 38 | 8  | Wenn wir sterben müssen        | If We Must Die      | 1. Juni 2025  | 1. Aug. 2025 |
| 39 | 9  | Schwarz & Weiß-Ball            | Black And White     | 8. Juni 2025  | 1. Aug. 2025 |
| 40 | 10 | Unity Day                      | Unity Day           | 15. Juni 2025 | 1. Aug. 2025 |

## Besetzung und Synchronisation
Die deutsche Synchronisation der ersten Staffel entstand unter der Dialogregie von Masen Abou-Dakn nach den Dialogbüchern von Werner Böhnke, Karin Lehmann und Masen Abou-Dakn durch die Synchronfirma SDI Media Germany GmbH. Die Synchronisation der zweiten Staffel erfolgte unter der Dialogregie von Daniel Faltin nach Dialogbüchern von Klaus Terhoeven erneut durch SDI Media. Die Synchronisation der dritten Staffel entstand bei Iyuno Germany erneut unter der Dialogregie von Faltin, die Dialogbücher verfasste Michael Nowka.

### Hauptfiguren
| Rollenname                        | Schauspieler                   | Beschreibung                                                                   | Synchronsprecher   |
| --------------------------------- | ------------------------------ | ------------------------------------------------------------------------------ | ------------------ |
| Ellsworth Raymond „Bumpy“ Johnson | Forest Whitaker                | Gangster-Boss aus Harlem                                                       | Tobias Meister     |
| Mayme Johnson                     | Ilfenesh Hadera                | Ehefrau von Bumpy Johnson                                                      | Rubina Nath        |
| Vincent „Chin“ Gigante            | Vincent D’Onofrio              | Stellvertretender Boss der Genovese-Familie von der amerikanischen Cosa Nostra | Christian Weygand  |
| Malcolm X                         | Nigél ThatchJason Alan Carvell | Bürgerrechtler und Wortführer der Nation of Islam                              | Jörg Pintsch       |
| Elise Johnson                     | Antoinette Crowe-Legacy        | Tochter von Bumpy                                                              | Marie-Isabel Walke |
| Stella Gigante                    | Lucy Fry                       | Tochter von Vincent Gigante                                                    | Lea Kalbhenn       |
| Frank Costello                    | Paul Sorvino                   | Ehemaliges Oberhaupt der Genovese-Familie                                      | Thomas Kästner     |
| „Joe“ Bonanno                     | Chazz Palminteri               | Oberhaupt der „Bonanno-Familie“ von der amerikanischen Cosa Nostra             | Axel Lutter        |
| Ernie Nunzi                       | Rafi Gavron                    | Mitarbeiter von Vincent Gigante                                                | Florian Clyde      |
| Adam Clayton Powell Jr.           | Giancarlo Esposito             | Kongressabgeordneter aus Harlem                                                | Frank Röth         |
| „Joe“ Colombo                     | Michael Raymond-James          | Oberhaupt der „Colombo-Familie“ von der amerikanischen Cosa Nostra             | Uve Teschner       |

### Nebenfiguren
| Rollenname                           | Schauspieler                         | Beschreibung                                                              | Synchronsprecher                                          |
| ------------------------------------ | ------------------------------------ | ------------------------------------------------------------------------- | --------------------------------------------------------- |
| Del Chance                           | Erik LaRay Harvey                    | Langjähriger Freund und Komplize von Bumpy                                | Tilo Schmitz                                              |
| Jacob „Nat“ Pettigrew                | Elvis Nolasco                        | Bumpys bester Freund und „rechte Hand“                                    | Sven Gerhardt                                             |
| Olympia Gigante                      | Kathrine Narducci                    | Ehefrau von Vincent Gigante                                               | Sabine Falkenberg                                         |
| Margaret Johnson                     | Demi Singleton                       | Tochter von Elise Johnson                                                 | Emilia Raschewski                                         |
| Teddy Greene                         | Kelvin Harrison Jr.                  | aufstrebender Musiker und der Geliebte von Stella Gigante                 | Amadeus Strobl                                            |
| Lombardi                             | Louis Vanaria                        | Mitarbeiter von Vincent Gigante                                           | Patrick Giese                                             |
| José Miguel Battle Sr.               | Yul Vazquez                          | Gründer der kubanisch-amerikanischen Mafia-Organisation „The Corporation“ | –                                                         |
| Omar                                 | Maurice Jones                        | Mitglied der Nation of Islam                                              | Daniel Faltin                                             |
| Elijah Muhammad                      | Clifton Davis                        | Bürgerrechtler und Leiter der Nation of Islam                             | Wolfgang Ziffer (Staffel 1) Jens-Uwe Bogadtke (Staffel 2) |
| Captain Henry                        | Leopold Manswell                     | –                                                                         | Roman Wolko                                               |
| Venero „Bennie Eggs“ Mangano         | Kevin Corrigan                       | Mitglied der Genovese-Familie                                             | Thomas Nero Wolff                                         |
| Cassius Clay                         | Deric Augustine                      | Unumstrittener Boxweltmeister                                             | Ricardo Richter                                           |
| Alejandro „Guapo Boricua“ Villabuena | Luis Guzmán                          | Langjähriger Freund und Komplize von Bumpy                                | Abelardo Decamilli                                        |
| Louis Gigante                        | Dominic Fumusa                       | Chins Bruder und dessen vertrauter Priester                               | Steven Merting                                            |
| Thomas Lucchese                      | Bo Dietl                             | Oberhaupt der „Lucchese-Familie“ von der amerikanischen Cosa Nostra       | Harald Effenberg                                          |
| Carlo Gambino                        | Arthur J. NascarellaAnthony Aquilino | Oberhaupt der „Gambino-Familie“ von der amerikanischen Cosa Nostra        | –                                                         |
| Jean Jehan                           | Ronald Guttman                       | Leiter des korsischen Drogenschmugglerrings „French Connection“           | Hans-Eckart Eckhardt                                      |
| Joseph „Joe Malayak“ Magliocco       | Michael Rispoli                      | Oberhaupt der Profaci-Familie von der amerikanischen Cosa Nostra          | Gerald Schaale                                            |
| William „Wild Bill“ Harvey           | Joel Marsh Garland                   | hochrangiger CIA-Beamter                                                  | –                                                         |
| Senator John McClellan               | Steve Vinovich                       | Politiker und U.S. Senator von Arkansas                                   | Reinhard Scheunemann                                      |
| Bobby Robinson                       | Tramell Tillman                      | US-amerikanischer Musikproduzent                                          | Peter Lontzek                                             |
| Joseph „Joe“ Valachi                 | Richard Petrocelli                   | Genovese-Mitglied und späterer Kronzeuge                                  | Jörg Hengstler                                            |
| Jamison „Junie“ Byrd                 | Markuann Smith                       | Gangster und Vertrauensperson von Bumpy Johnson                           | Dennis Sandmann                                           |
| Doug Jones                           | Haaron Hines                         | Boxer                                                                     | –                                                         |
| Amy Vanderbilt                       | Joanne Kelly                         | –                                                                         | Britta Steffenhagen                                       |
| Sam „Beyah“ Christian                | Method Man                           | Gründer der „Black Mafia“ aus Philadelphia                                | Kevin Kraus                                               |
| Robert M. Morgenthau                 | Justin Bartha                        | Zuständiger Staatsanwalt für den Stadtbezirk Manhattan                    | Florian Hoffmann                                          |
| Andrew Young                         | J.D. Mollison                        | US-amerikanischer Bürgerrechtsaktivist und Politiker                      | –                                                         |
| Lyndon B. Johnson                    | Ralph Brown                          | 36. Präsident der Vereinigten Staaten                                     | Erich Räuker (Staffel 2) Freimut Götsch (Staffel 3)       |
| Miss Willa                           | Whoopi Goldberg                      | –                                                                         | Regina Lemnitz                                            |
| Che Guevara                          | Arturo Del Puerto                    | marxistischer Revolutionär und Guerillaführer                             | –                                                         |

## Produktion
Am 25. April 2018 wurde bekannt, dass Epix den Auftrag einer ersten Staffel mit zehn Episoden, geschrieben von Chris Brancato und Paul Eckstein, produziert von ABC Signature Studios und Significant Productions, erteilt habe und dass Forest Whitaker in der Hauptrolle den Gangsterboss „Bumpy“ Johnson spielen werde. Die Dreharbeiten zur Serie die in den USA ab dem 29. September 2019 auf Epix und mit deutscher Synchronisation ab dem 14. November 2019 auf MagentaTV veröffentlicht wurde, begannen Berichten zufolge im September 2018 in New York City.
Eine zweite Staffel der Serie bestellte Epix im Februar 2020, deren Veröffentlichung im Dezember 2020 für den April des Jahres 2021 angekündigt wurde. Die Veröffentlichung der ersten 6 Episoden der zweiten Staffel erfolgte in den USA ab dem 18. April 2021 erneut auf Epix und in Deutschland ab dem 20. Mai 2021 auf MagentaTV. Der zweite Teil der Staffel erschien in den USA ab dem 8. August 2021 und in Deutschland am 9. Dezember.
Im Januar 2022 wurde die Bestellung einer dritten Staffel bekanntgegeben, deren Produktion im Juni desselben Jahres startete. Zu dieser Zeit wurde der Schauspieler Jason Alan Carvell aus terminlichen Gründen anstelle von Nigél Thatch für die Rolle des Malcolm X neu besetzt. Das Veröffentlichungsdatum der dritten Staffel, datiert auf den 15. Januar 2023, wurde am 29. September 2022 bekanntgegeben. An jenem Datum wurde Epix offiziell in MGM+ umbenannt. In Deutschland wurde die komplette dritte Staffel am 11. Mai 2023 auf MagentaTV veröffentlicht.

## Kritiken
„«Godfather of Harlem» zeigt, dass weisse Vorherrschaft auch vor dem organisierten Verbrechen keinen Halt macht.“